# Avortament amb medicaments

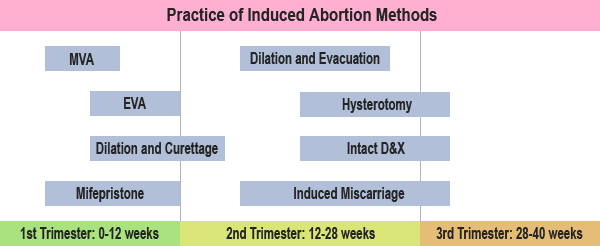
Freqüència de les diferents tècniques d'avortament induït segons l'edat gestacional (la majoria són tècniques de avortament quirúrgic; el avortament amb medicaments és una tècnica d'ús fins a les 9 setmanes) :
1r. trimestre (0-12 setmanes del desenvolupament embrionari):
- Aspiració manual endouterina (AMEU -MVA)
- Succió o aspiració de buit elèctrica AE o AVE (EVA)
- Dilatació i raspat- raspat uterí instrumental (RUI);
- Mifepristona I misoprostol (Avortament amb medicaments)
2n. trimestre (12-28 setmanes):
- Dilatació i evacuació
- Histerectomia
- Dilatació i extracció intacta
- Inducció al part prematur
3r. trimestre (28-30 setmanes):
- Histerectomia, Dilatació i extracció intacta i Inducció al part prematur

Es denomina avortament amb medicaments, avortament mèdic, avortament amb pastilles, avortament químic, avortament farmacològic o no quirúrgic a l'avortament induït o IVE causat per l'administració de medicaments. Els medicaments de referència són la mifepristona ajudat amb el misoprostol.
L'Organització Mundial de la Salut manté la informació sobre els usos i els riscos de l'avortament amb medicaments.
L'avortament amb medicaments es practica tant en països on està legalitzat l'avortament induït com en els quals està penalitzat. L'avortament amb medicaments es considera el mètode més efectiu i segur per a la vida i salut de les dones. En general l'avortament amb medicaments és preferible a l'avortament quirúrgic, ja que no requereix anestèsia ni tampoc intervenció quirúrgica. Requereix vigilància mèdica per a assegurar l'èxit i prevenir complicacions; sovint l'eliminació o evacuació és incompleta i requereix la intervenció final d'un mèdic.
La interrupció voluntària de l'embaràs amb medicaments és segura fins a la setmana 12 d'embaràs després de la data de l'última menstruació. Des de la setmana 13 d'embaràs des d'ara només és segur si l'avortament es realitza en un hospital.